# Noura Mohamed Saleh
Noura Mohamed Saleh (en arabe : نورا محمد صالح ; née en 1989) est une joueuse d'échecs émiratie.

## Palmarès dans les catégories jeunes
Noura Mohamed Saleh participe à plusieurs éditions du championnat d'échecs de la jeunesse de la Ligue arabe dans différentes catégories d'âge: 
- en 2005, elle remporte le championnat dans la catégorie des filles de moins de 16 ans[1],
- en 2007, elle se dans la catégorie des filles de moins de 18 ans[2]
- en 2009, elle remporte le championnat dans la catégorie des filles de moins de 20 ans[3].

## Palmarès en compétitions individuelles
Noura Mohamed Saleh est multiple vainqueur du championnat des Émirats arabes unis d'échecs. Elle le gagne en 2008, 2010, 2011 et 2016.

## Parcours avec l'équipe nationale des Emirats Arabes Unis

### Parcours lors des olympiades d'échecs
Noura Mohamed Saleh joue pour l'équipe nationale des Emirats Arabes Unis lors des olympiades d'échecs féminins :
- en 2006, au troisième échiquier lors de la 37e Olympiade d'échecs qui s'est déroulée à Turin, en Italie (6 victoires (+6), 2 matchs nuls (= 2), 0 défaites (-0)) et remporte la médaille d'or individuelle,
- en 2008, au premier échiquier lors de la 38e Olympiade d'échecs qui s'est déroulée à Dresde, en Allemagne (+3, = 3, -5),
- en 2010, au premier échiquier lors de la 39e Olympiade d'échecs qui s'est déroulée à Khanty-Mansiysk, en Russie (+2, = 4, -5),
- en 2012, au premier échiquier lors de la 40e Olympiade d'échecs qui s'est déroulée à Istanbul, en Turquie (+4, = 1, -6).

Elle reçoit la médaille d'or pour sa performance individuelle au troisième échiquier, en 2006.

### Parcours lors d'autres compétitions avec la sélection nationale
Noura Mohamed Saleh joue également pour l'équipe des Emirats Arabes Unis à d'autres occasion, comme lors du championnat d'Asie d'échecs par équipe féminin (2016), du tournoi d'échecs des jeux asiatiques (2006) et du tournoi d'échecs des jeux panarabes (2007).

## Titres internationaux décernés par la FIDE
En 2009, Noura Mohamed Saleh reçoit le titre de maître international féminin (MIF) de la part de la FIDE.